# Iglesia de los Hospitalicos
La iglesia de los Hospitalicos, oficialmente iglesia del Corpus Christi es una iglesia de  rito católico de la ciudad española de Granada, comunidad autónoma de Andalucía.

## Historia
La Hermandad del Corpus Christi, Ánimas y Misericordia nació en Santa Fe, para atender a los soldados heridos en la Guerra de Granada. A mediados del siglo XVI compró inmuebles en donde entre 1654 y 1692 se levantó su hospital, y esta iglesia.